# Stätte
Eine Stätte, bedeutungsgleich mit dem veralteten Statt oder Stättigkeit, bezeichnet einen (Stand-)Ort bzw. eine Stelle, an der sich etwas befindet.

## Herkunft des Wortes
Der Begriff hat indogermanische Wurzeln und ist etwa mit dem Lateinischen statio (vgl. Station) verwandt, wobei die Verbalwurzel die Bedeutung „stehen“ hat. Zunächst dominierte im deutschen die Form „Statt“ (von mittelhochdeutsch stat „Stelle, Stätte“), aus der sich später auch die Schreibung „Stadt“ entwickelte. Diese Form findet sich heute im Wesentlichen nur noch in Zusammensetzungen wie „Werkstatt“, „Ruhestatt“, „Schlafstatt“, u. ä. Daneben setzte sich die Form „Stätte“ (entstanden aus mittelhochdeutschen flektierten Formen von „Statt“) zunehmend durch.

## Verwendung
Entsprechend der Bedeutung findet man den Begriff „Stätte“ b.zw. „Statt“ in den verschiedensten Zusammenhängen, in denen ein bestimmter Ort bzw. Standort beschrieben wird.
So bezeichnet man:
- den Ort einer Bestattung als Grabstätte,
- einen religiös bedeutsamen Ort als Heilige Stätte,
- einen Fundort als archäologische Stätte oder
- eine Örtlichkeit, an der Speisen und Getränke veräußert werden, als Gaststätte und
- den Ort, an dem man schläft, als Schlafstatt.

Bestimmte Stätten haben dabei auch eine institutionelle bzw. rechtliche Bedeutung, wie etwa:
- eine Unterrichtsstätte oder
- eine Betriebsstätte.
- Im preußischen Ostwestfalen bezeichneten Stätten (wohl kurz von: Betriebsstätten) landwirtschaftliche Kleinbetriebe die nach der Markenteilung durch den preußischen Staat ab etwa 1770 entstanden.

Dabei darf nicht übersehen werden, dass Stätte allgemeiner für das gudt oder gut des Ravensberger Urbars von 1556 steht. So wird bei Stätten der ältesten Siedlungsschicht heute durchaus der Begriff Vollmeyerstätte oder Halbmeierstätte verwendet und bei zwischen ihnen gegründeten oder von ihnen abgetrennten (kleineren) Stätten der Begriff Erbkötterstätte. Markkötterstätten wurden wegen weiter zunehmender Bevölkerung mit ihrer Kotstätte (dem Markengut) in der Gemeinen Mark gegründet, meist auf Initiative der Grundherren mit Zustimmung der Landesherren und häufig zum Nachteil der Markgenossen vor dem Dreißigjährigen Krieg. 
Gelegentlich wird Stelle gebraucht wie in Norddeutschland Landstelle oder Hausmannsstelle. Die Höfeordnung kennt nur den Begriff Hof oder Hofstelle.